# Културно-просветна заједница Београда
Културно-просветна заједница Београда (скраћено КПЗ Београда) је удружење које делује у области културе и просвете на територији града Београда. Основана са циљем да подстиче, развија и афирмише културни живот главног града, КПЗ Београда је најпознатија по додели годишње награде Златни беочуг за трајни допринос култури Београда.

## Историјат
Иако тачни детаљи о свим фазама оснивања и трансформације захтевају детаљније архивско истраживање, Културно-просветна заједница Београда делује више деценија као кључни актер у организовању и вредновању културних догађаја и достигнућа у главном граду. Претече оваквих организација постојале су и раније у виду различитих културних и просветних друштава. Награда "Златни беочуг", као најпрепознатљивија активност, додељује се од 1970. године, што указује на дуг континуитет деловања.
Организација је током свог постојања блиско сарађивала са Скупштином града Београда и другим градским институцијама културе.

## Циљеви и делатност
Основни циљеви Културно-просветне заједнице Београда усмерени су на:
- Унапређење и обогаћивање културног живота Београда.
- Вредновање и јавну афирмацију највиших достигнућа у различитим областима културе, уметности и науке која су од значаја за град.
- Подстицање стваралаштва и ангажовања у култури.
- Очување културног наслеђа и традиције Београда.
- Повезивање различитих актера у културном животу града.

Главна и најпрепознатљивија делатност КПЗ Београда је додела награда и признања.

## Награде и признања

### Златни беочуг
Награда "Златни беочуг" додељује се сваке године за трајни допринос култури Београда. Признање се уручује заслужним појединцима (уметницима, научницима, новинарима, педагозима, културним радницима) и институцијама (позориштима, музејима, галеријама, библиотекама, удружењима, медијским кућама) који су својим радом и деловањем оставили значајан траг у културном животу града. Награда се састоји од бронзане плакете (беочуга) и повеље. Постоји и "Изузетни Златни беочуг" који се додељује за посебне заслуге. Творци ове награде били су песник Васко Попа, сликар Радомир Стевић Рас и Јевта Јевтовић.

### Друге активности
Поред доделе "Златног беочуга", КПЗ Београда може организовати и друге културне програме, трибине, промоције и учествовати у пројектима који доприносе остваривању њених циљева, иако су ове активности мање медијски експониране од саме доделе награде.

## Значај
Културно-просветна заједница Београда, пре свега кроз награду "Златни беочуг", игра важну улогу у јавном признавању и вредновању доприноса појединаца и институција културном животу Београда. Тиме она подстиче културно стваралаштво, чува сећање на значајна достигнућа и доприноси угледу Београда као културног центра.